# Ușița
Ușița (în ucraineană Стара Ушиця, transliterat: Stara Ușîțea), (tradus Ușița Veche) este o așezare de tip urban din raionul Camenița, regiunea Hmelnîțkîi, Ucraina. În afara localității principale, mai cuprinde și satul Horaiivka.

## Demografie
Componența lingvistică a așezării de tip urban Ușița
     Ucraineană (97,95%)
     Rusă (1,77%)
     Alte limbi (0,16%)
Conform recensământului din 2001, majoritatea populației așezării de tip urban Ușița era vorbitoare de ucraineană (97,95%), existând în minoritate și vorbitori de rusă (1,77%).